# Заслужений спеціаліст Збройних Сил Республіки Білорусь
«Заслужений спеціаліст Збройних Сил Республіки Білорусь» — почесне звання.

## Порядок присвоєння
Присвоєння почесних звань Республіки Білорусь здійснює Президент Республіки Білорусь. Рішення щодо присвоєння державних нагород оформляються указами Президента Республіки Білорусь. Державні нагороди,в тому числі почесні звання, вручає Президент Республіки Білорусь або інші службовці за його вказівкою. Присвоєння почесних звань РБ відбувається в урочистій атмосфері. Державна нагорода РБ вручається нагородженому особисто. У випадку присвоєння почесного звання РБ з вручення державної нагороди видається посвідчення.
Особам, удостоєнних почесних звань РБ, вручають нагрудний знак.
Почесне звання «Заслужений спеціаліст Збройних Сил Республіки Білорусь» присвоюється військовим, що перебувають на
військовій службі п'ятнадцять і більше років в календарному перерахунку, за заслуги у зміцненні обороноздатності
країни, високі результати, досягнуті в бойовій підготовці, засвоєнні, експлуатації, обслуговуванні озброєння та
військової техніки, вихованні військових кадрів.